# Джон Брокман
Джон Брокман  (16 лютого 1941 , Бостон ) — американський літературний агент.

## Життєпис
Брокман народився 1941 року в єврейській сім'ї і виріс у американському Бостоні. Після навчання в Інституті ділового адміністрування ім. Бабсона Колумбійського університету в Нью-Йорку він став інвестиційним банкіром, а у 1960-х роках художником-мультимедіа. Спільно з Йонасом Мекасом організував фестиваль «Expanded Cinema Festiva». У 1974 році він заснував власну компанію «Brockman, Inc.», щоб спеціалізуватися як літературний агент у маркетингу та просуванні видатних учених всіх галузей знань, які хочуть публікувати свої власні наукові праці і хочуть представити свій спосіб мислення популярним і загальноприйнятим способом. Серед авторів Брокмана: Річард Докінз, Стівен Пінкер, Алан Гут, Стівен Джей Гулд, Джарон Ланьє, Марк Хаузер, Лі Смолін та Девід Гелернтер. Брокман став відомий завдяки ідеї «Третьої культури», яку він проповідував у своїй однойменній книзі.
Джон Брокман є засновником Edge Foundation, вебсайту, на якому вчені коментують ключові проблеми досліджень і технологій. У 2006 році за редакцією Брокмана була опублікована книга «У що ми віримо, але не можемо довести», в якій він представив міркування багатьох вчених та інтелектуалів, зібрані завдяки Edge.